# Megachile cincta
Megachile cincta är en biart som först beskrevs av Fabricius 1781.  Megachile cincta ingår i släktet tapetserarbin, och familjen buksamlarbin. Inga underarter finns listade i Catalogue of Life.